# Cyril Antonín Straka
Cyril Antonín Straka (10. listopadu 1868, Milevsko – 15. září 1927, Praha) byl český římskokatolický kněz, premonstrát, převor (od roku 1920) a knihovník (1926–1927) Strahovského kláštera, bibliograf a historik. Zkatalogizoval desítky tisíc svazků z rozsáhlé klášterní sbírky, mezi kterými objevil vzácná díla.

## Dílo (výběr)
- Albrecht z Valdštejna a jeho doba: na základě korrespondence opata Strahovského Kašpara z Questenberka. podává Cyrill Antonín Straka. V Praze : Nákladem České akademie císaře Františka Josefa pro vědy, slovesnost a umění, 1911. 240 stran (Rozpravy České akademie císaře Františka Josefa pro vědy, slovesnost a umění). Dostupné online
- Knihovna Strahovského kláštera v Praze. In: Český časopis historický / Praha : Historický klub, č. 1-2, (1919,) s. 378-381. Dostupné online
- Nález dosud nezvěstných prvotisků v knihovně Strahovské. Časopis Musea Království českého (1912), s. 209-219. Dostupné online